# Red Planet AB
Red Planet är ett företag som ägs av Ung Vänster. Företaget startades 2001 och säljer böcker, pins och kläder. Företaget har även sedan 2002 en egen bokutgivning i Bokförlaget Nixon.

## Bokförlaget Nixon
Bokförlaget som är underställt Red Planet AB har hittills givit ut följande böcker:
- Ta det tillbaka - Kampen om arbetarklassen och framtiden, Aron Etzler (2002)
- Radikalismens återkomst - Att omforma vänsterns organisationer, Boris Kagarlitskij (2002)
- I väntan på revolutionen, Röd Press (2003)
- Operation Ökenolja - Historien bakom USA:s krig i Irak, Mikael von Knorring (2003)
- Företagens makt och makten över företagen, C.-H. Hermansson (2003)
- Solidaritet och rättvisa, Nils Berndtson (2003)
- "9/11" - 30 år sedan statskuppen i Chile, Francisco Contreras (red) (2003)
- Hundra år av gemenskap - i kamp för socialism och människovärde, Moa Elf Karlén (red) (2003)
- Skyll på demokratin, Emil Berg (red) (2003)
- Kommunistiska manifestet, Karl Marx & Friedrich Engels (2004)
- Från förvirring till förändring, Emil Berg & Åsa Brunius (red) (2005)
- Intifada - Ett utvärderingsförsök, Abdel Majid Hamdan (2005)
- Som en skänk från ovan - Politiken bakom pensionssveket, Ulla Hoffmann (2005)
- Kris i välfärdsfrågan - Vänstern, välfärden och socialismen, Daniel Ankarloo (2005)
- Ohly talar till punkt - Intervjuer och samtal med Lars Ohly, Örjan Svedberg (2006)
- Pudelns kärna - En bok om Ordfrontfejden, Björn Eklund & Erik Wijk(red) (2006)

- Apparna & arbetet, Gigwatch (2022)